# Gymnocalycium spegazzinii

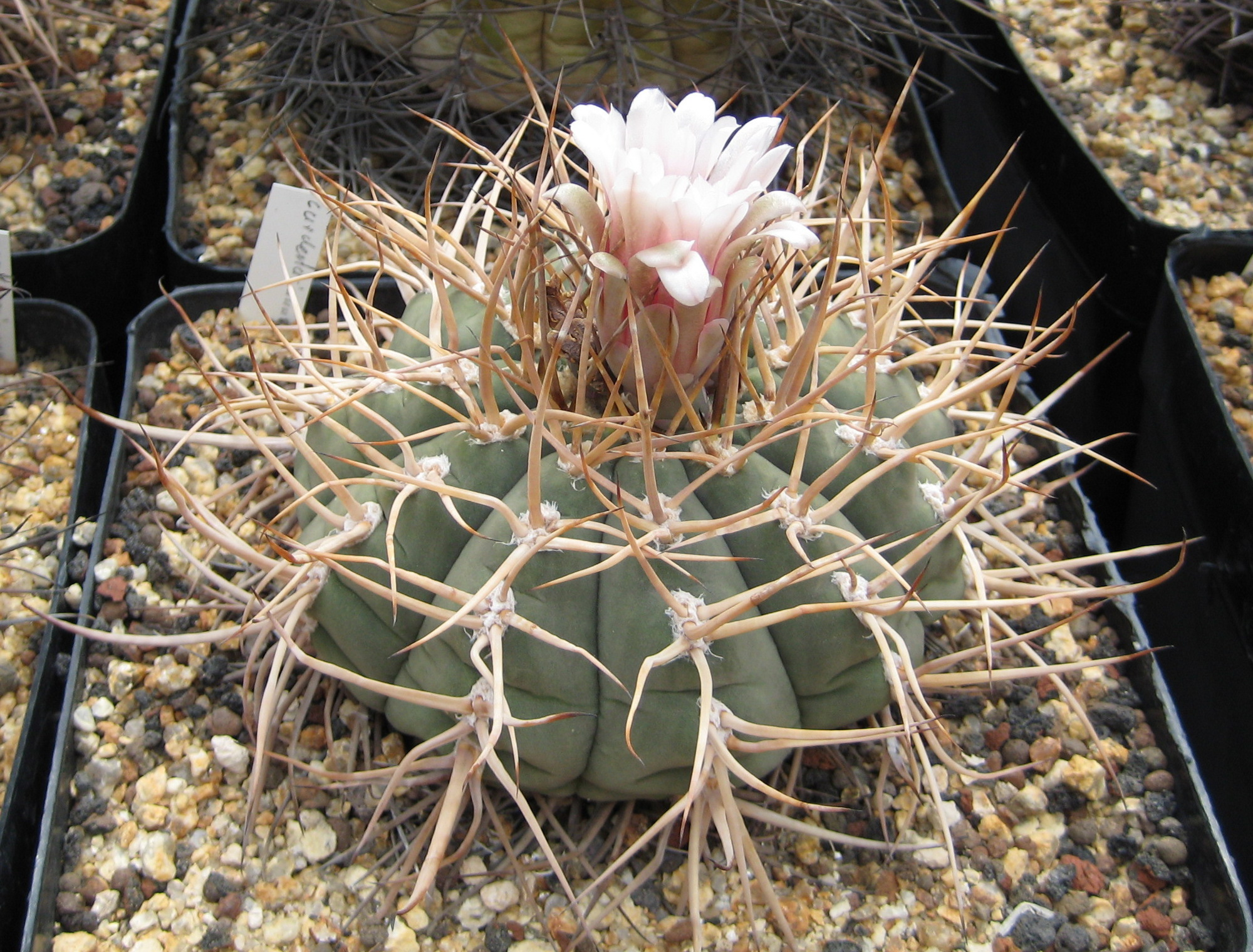
Gymnocalycium spegazzinii subsp. cardenasianum

Gymnocalycium spegazzinii ist eine Pflanzenart in der Gattung Gymnocalycium aus der Familie der Kakteengewächse (Cactaceae). Das Artepitheton spegazzinii ehrt den Botaniker Carlos Luis Spegazzini.

## Beschreibung
Gymnocalycium spegazzinii wächst einzeln mit graugrünen bis braunen, abgeflacht kugelförmigen Trieben und erreicht bei Durchmessern von 10 bis 14 Zentimetern Wuchshöhen von 6 bis 12 Zentimeter. Die zehn bis 15 (selten bis 30) niedrigen, breiten Rippen sind zwischen den Areolen leicht gekerbt. Es sind bis zu zwei Mitteldornen vorhanden, die auch fehlen können. Die drei bis sieben steifen, erst auswärts, dann zur Trieboberfläche einwärts gebogenen Randdornen sind braun oder hellocker und 2 bis 5,5 Zentimeter lang.
Die trichterförmigen, weißen oder hellrosafarbenen Blüten besitzen einen etwas purpurrosafarbenen Schlund. Sie erreichen eine Länge von bis zu 7 Zentimeter und einen Durchmesser von 5 Zentimeter. Die Früchte sind keulenförmig bis länglich.

## Verbreitung, Systematik und Gefährdung
Gymnocalycium spegazzinii ist im Norden Argentiniens und in Bolivien in Höhenlagen von 1500 bis 3000 Metern verbreitet.
Die Erstbeschreibung erfolgte 1922 durch Nathaniel Lord Britton und Joseph Nelson Rose.
Es werden folgende Unterarten unterschieden:
- Gymnocalycium spegazzinii subsp. spegazzinii
- Gymnocalycium spegazzinii subsp. cardenasianum (F.Ritter) R.Kiesling & Metzing

In der Roten Liste gefährdeter Arten der IUCN wird die Art als „Least Concern (LC)“, d. h. als nicht gefährdet geführt.

## Nachweise